# D-Day Remembered
D-Day Remembered (lit. ‘El dia-D recordat’) és una pel·lícula documental estatunidenca de 1994 dirigida per Charles Guggenheim per al Museu Nacional de la Segona Guerra Mundial. Es va emetre com un episodi de la sèrie American Experience al canal PBS. El 1995 va ser nominada a l'Oscar al millor documental.